# 구남중학교 (대구)
구남중학교(邱南中學校)는 대한민국 대구광역시 달서구 두류동에 있는 사립 중학교이다.

## 학교 연혁
- 1954년 4월 11일 : 대구 남중학원 개교
- 1955년 3월 7일 : 재단법인 구남학원 설립 인가, 초대 이사장 이용석 취임
- 1955년 4월 15일 : 대구 남중학교 설립 인가, 초대 교장 이경희 취임
- 1955년 7월 16일 : 학교 위치를 대구시 내당동 산252번지(현 두류동1207-1번지 현 위치)로 이전
- 1978년 2월 20일 : 학급수 10학급 전학년 30학급 인가
- 2001년 3월 1일 : 구남중학교로 교명 변경(남·여공학) 각학년 6학급으로 전학년 18학급(학칙 변경)
- 2006년 4월 22일 : 제7대 이사장에 이동해 취임
- 2006년 9월 20일 : 『목화 도서관』 개관
- 2022년 1월 4일 : 제68회 졸업식(21,406명)
- 2022년 3월 1일 : 제8대 배재길 교장 취임
- 2022년 3월 2일 : 입학식

## 참고 자료
- 구남중학교 - 한국교육학술정보원 학교알리미